# Pewex (zespół muzyczny)
Pewex (stylizowany zapis PeWeX) – polska grupa muzyczna wykonująca szeroko pojętą muzykę taneczną, powstała w 2010 roku. Zespół utworzyli piosenkarka Kinga Majchrowska, raper Karramba oraz DJ i producent BBX.
Debiutancki album formacji zatytułowany Haj$, Lan$ i Baun$ ukazał się w 2011 roku nakładem wytwórni muzycznej Magic Records. Materiał był promowany teledyskami do utworów "Mam Yorka", "Taki jestem", i "Dziunia". Teledyski z tego albumu były emitowane na antenie polskich telewizji muzycznych, m.in. 4fun.tv, Eska TV, VIVA Polska i TV.Disco. Z powodu tekstów piosenek tworzonych w języku polskim na łamach niektórych mediów zespół jest błędnie klasyfikowany jako disco polo.
26 września 2013 roku zespół wystąpił w programie Must Be the Music. Tylko muzyka z wokalistką Anną Turską. Zespół zaśpiewał także do piosenki polskiego DJ-a C-BooL pt. ,,Body & Soul. W 2017 po kilkuletniej przerwie nastąpiła reaktywacja zespołu w nowym składzie: Krzysztof Milewski (frontman), Krzysztof Rządek (BBX) oraz Sandra Majka (Yo Majka)

## Dyskografia
| Rok  | Tytuł                                                            | Pozycja na liście |
| Rok  | Tytuł                                                            | POL               |
| ---- | ---------------------------------------------------------------- | ----------------- |
| 2011 | Haj$, Lan$ i Baun$ - Data: 7 marca 2011 - Wydawca: Magic Records | 22                |

| Rok  | Tytuł         | Pozycja na liście | Album              |
| Rok  | Tytuł         | POL Dance         | Album              |
| ---- | ------------- | ----------------- | ------------------ |
| 2011 | "Taki jestem" | 45                | Haj$, Lan$ i Baun$ |